# Notobryon panamicum
Notobryon panamicum is een slakkensoort uit de familie van de Scyllaeidae. De wetenschappelijke naam van de soort is voor het eerst geldig gepubliceerd in 2012 door Pola, Camacho-Garcia & Gosliner.